# Колочинська культура

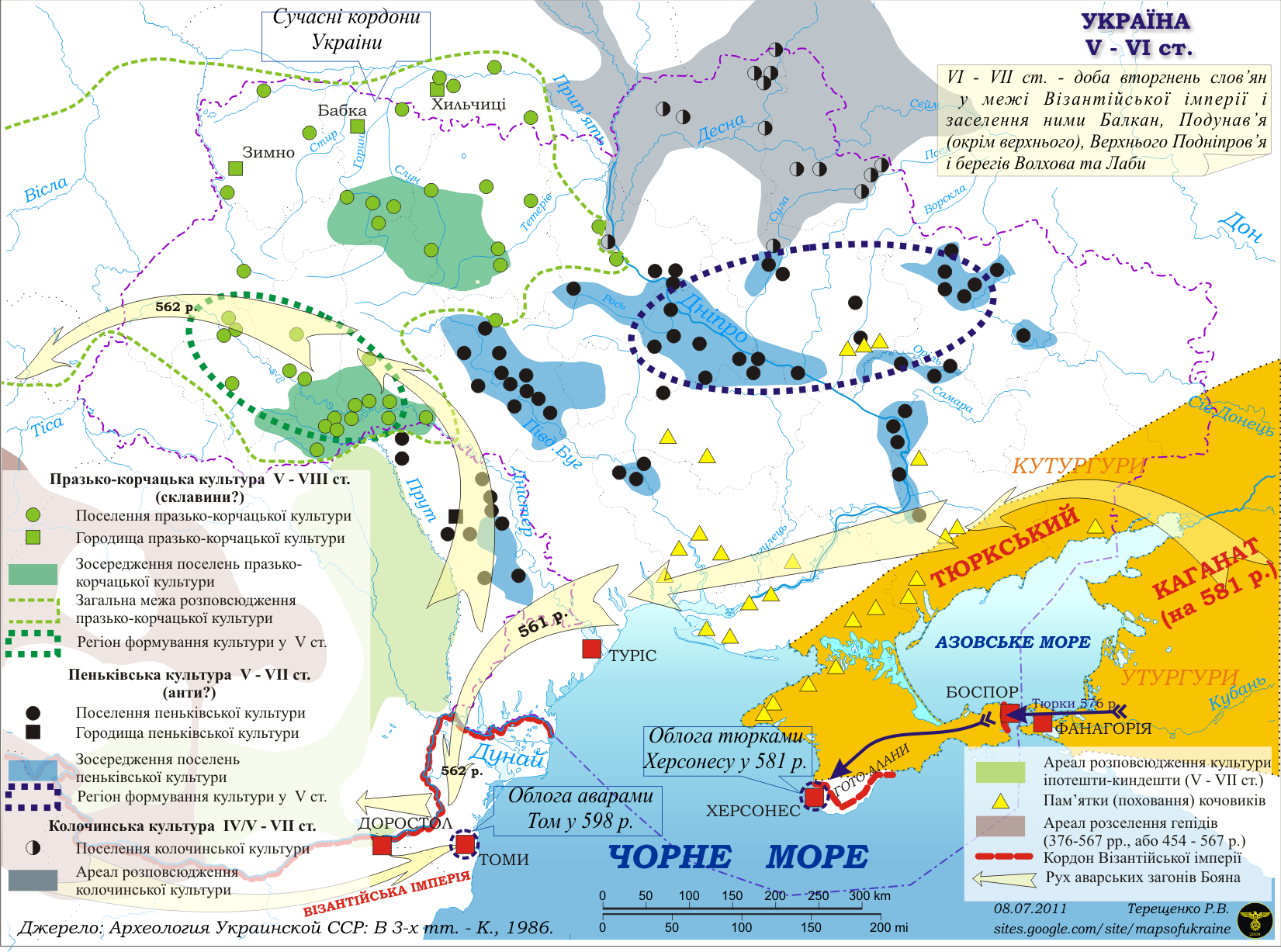
Колочинська культура у 5-6-му сторіччях

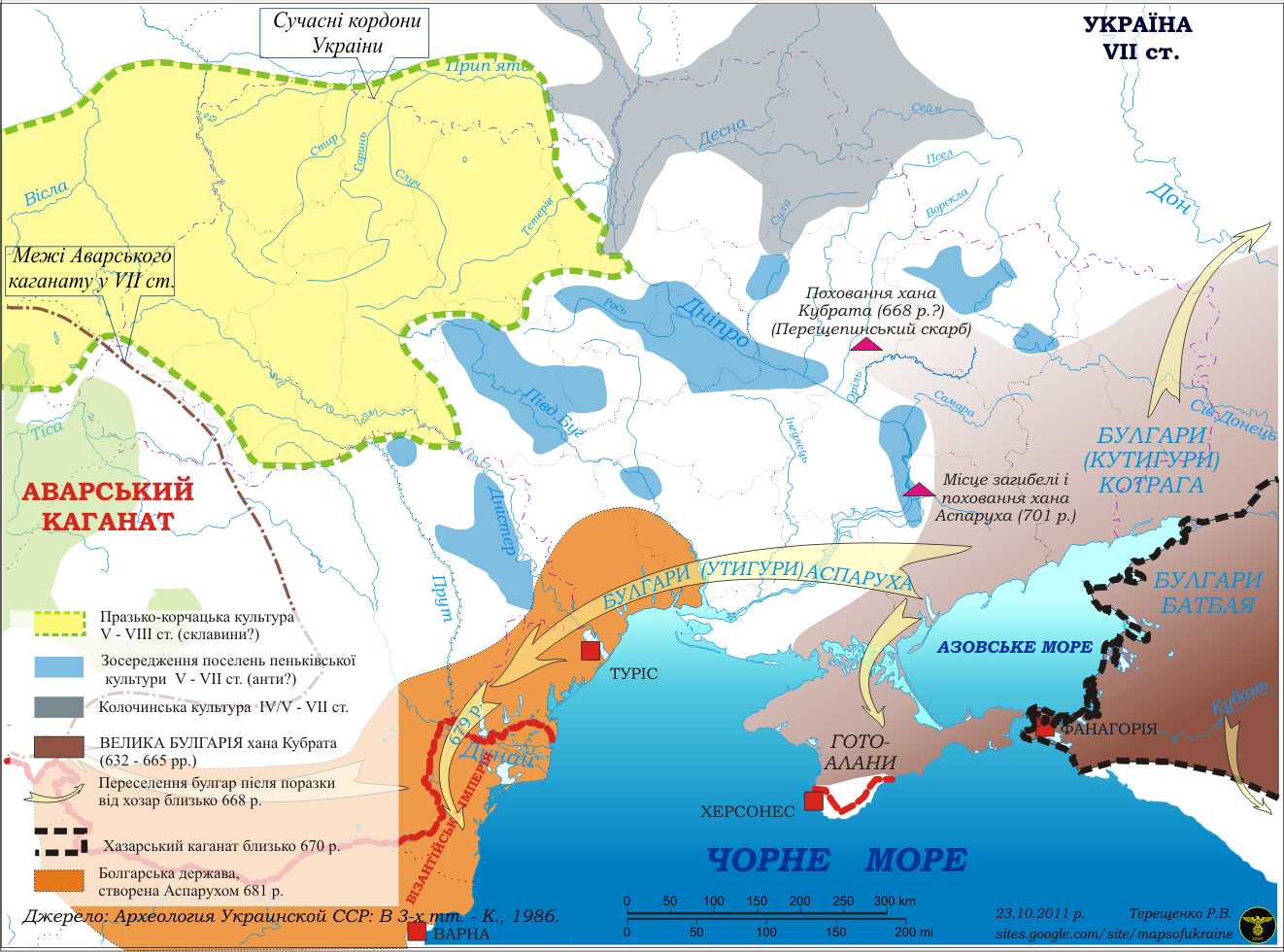
Колочинська культура у 7-му сторіччі

Колочинська культура — археологічна культура, що існувала з середини 5 ст. до середини 7 століття н. е. на території нинішніх Чернігівщини, Сумщини, південної Білорусі (Гомельська і Могилівська області) та південно-західної Росії (Брянська і Курська області).

## Опис культури
Перші колочинські пам'ятки виявлено на початку XX ст. Зокрема, М. О. Макаренко 1909 p. дослідив поховання з кремацією у ребристій посудині-урні в с. Артюхівка поблизу Ромен, однак тривалий час ця знахідка вважалася унікальною.
Вперше як окрема культура виділена Е. Симоновичем після опрацювання результатів проведених у 1955-1960 роках розкопок городища Колочин (звідси назва культури) поблизу Гомеля (Білорусь). Найбільш характерні для цієї культури матеріали отримані під час розкопок могильників: Новий Бихів і Тощиця біля м. Могильов (Білорусь), Усох на Брянщині, Лебяжий, Княжий, Картамишево на Курщині (РФ), а також поселень: Великі Будки на Сумщині, Дегтярівка, Деснянка, Роїще і Олександрівка на Чернігівщині.
Згідно з результатами досліджень, колочинська культура виникла на основі київської культури і сама стала одним з компонентів формування волинцівської культури. Її носіями, можливо були угруповання ранньоісторичних слов'ян (венеди), які жили на північному сході, а можливо балтійські племена.
Пам'ятки колочинської культури розташовані переважно на невисоких терасах, інколи на схилах балок або на дюнах у заплавах річок. Головним типом жител є квадратна напівземлянка з вогнищем та центральним стовпом, що підтримував дах. Ямні та урнові трупоспалення досліджені на ґрунтових могильниках. У захороненнях, окрім посуду, є металеві прикраси та наконечники списів. Кераміка — ліпні горщики й корчаги слабопрофільованих, опуклобоких та циліндроконічних форм, диски та глиняні сковорідки. Пряслиця — сплощені біконічні, деякі з них прикрашені солярними знаками. Знаряддя — залізні ножі, серпи, рибальські гачки. Серед бронзових та срібних прикрас поширені так звані старожитності антів (великі пальчасті фібули, наременні бляшки, пряжки, шийні гривни тощо). Два великих скарби таких речей були знайдені, зокрема, в 1990-х рр. під час розкопок поселень на Десні в районі м. Трубчевськ (Брянська область Росії) та на Сеймі (притока Десни) неподалік с. Гапонове (Курська область, обидві на теренах РФ).
За підрахунками Р. Терпиловського, нині відомо близько 150 поселень та могильників Колочинської культури. Понад 30 з них розкопувались. Виявлено понад 40 жител та 400 поховань.